# Американская народная рада угро-русинов
Американская Народная Рада Угро-Русинов (сокращённо АНРУР, Американська Руська Народна Рада, сокращённо АРНР) — организация закарпатских эмигрантов в США, выходцев из Угорской Руси.
Основана 23 июля 1918 года в городе Хомстед в штате Пенсильвания путём объединения двух организаций русинской диаспоры: «Объединение греко-католического русского братства» и «Собрания греко-католического русского церковного братства». Возглавил «Раду…» Николай Чопей, секретарём назначен Юлий Гардош. По своей сути АНРУР — страховая организация эмигрантов. Однако, как и другие организации русинской диаспоры, со времени своего создания активно выражала и свою политическую позицию, особенно по определению государственно-правового статуса Карпатской Руси после Первой мировой войны.
Политическая платформа сформулирована в меморандуме АНРУР, составленном адвокатом Григорием Жатковичем специально для вручения президенту США Вудро Вильсону 21 октября 1918 года. Согласно меморандуму ставилось требование, чтобы «угро-русский народ признали отдельным и, если это возможно, полностью независимым народом». В противном случае допускалось объединение с одним из соседних славянских народов на правах автономии. Если же венгерские границы не будут изменены, то будет выдвинут третий вариант — определённая автономия в составе Венгрии.
26 октября 1918 года АНРУР вступила в «Центральноевропейский демократического союза» — союза представителей эмигрантских центров народов Центральной Европы на американском континенте. 12 ноября 1918 года АНРУР на своём съезде в Скрентоне, штат Пенсильвания высказалась за присоединение Закарпатья к только что созданной Чехословакии.